# Cimerieni
Cimerienii erau un popor de origine iraniană sau tracică. După unii istorici, cimerienii s-au înrudit cu traco-ilirii. După părerea altora, în secolele XVI î.Hr.-XI î.Hr. cimerienii se aflau pe teritoriul de la nordul și nord-vestul Mării Negre spre apus și spre Dunăre. 

## Istorie
Inițial, cimerienii ocupau teritoriile de la nord de Munții Caucaz, între râurile Don și Volga. Aceștia au trăit în regiunile respective până prin secolele VIII-VII î.Hr., când vor intra în conflict cu sciții din est. Uniunea tribală a cimerienilor va fi distrusă de aceștia, o parte rămânând la nord de Caucaz și fiind treptat asimilați, în timp ce o parte a migrat înspre vest. 
Unii cimerieni vor migra și dincolo de Nistru, în spațiul românesc. La acel moment, acesta era dominat de cultura Basarabi (proto-daci). Cercetările arheologice relevă cum, la momentul migrării cimerienilor în Dacia, purtătorii culturii Basarabi vor migra înspre zonele mai înalte. Așezările din Moldova par să fi fost depopulate. Aceste fenomene sunt puse în asociere cu impactul migrațiilor.
Teritoriul ocupat de aceasta populație - după toate probabilitățile - s-ar fi aflat în Basarabia de astăzi, pe ambele maluri ale Prutului, în zona Deltei Dunării și în Crimeea. Ei se învecinau cu dacii la vest, în timp ce la răsărit de cimerieni se aflau sciții. Numele lor s-a păstrat aici încă din timpuri preistorice, până în secolele XII î.Hr.-XI î.Hr, când sciții veniți în urma lor le-a luat locul în zona șesurilor, în timp ce cimerienii din celelalte zone de relief au continuat să rămână sub alt nume. 
Scriitorii antici greci vorbesc de tribul trerilor prin secolul XII î.Hr. ca fiind un trib cimerian de la Dunărea de Jos sau Hiperboreea, condus de puternicul basileu și războinic Conanes (Conan Barbarul după unii istorici occidentali) și care ar fi avut reședința la Halmyris, precum și de triburile de costoboci și de carpi sub numele cărora puternicul neam al cimerienilor și-ar fi continuat existența. Strabon îi identifică pe cimerieni cu cimbri: „Cimbrii trebuie să fi ajuns în una din campaniile lor până pe malurile lacului Meotis, iar Bosforul Cimerian a fost numit după ei, întrucât cimbri (Κίμβροι) și cimerieni (Κιμμέριοι) sunt două nume ale aceluiași neam.” (Strabon, Geografia, VII 2.2).